# Emile Majerus
Johann Emil (Emile) Majerus (Dommeldange, 11 mei 1894 – Diekirch, 9 februari 1960) was een Luxemburgs kunstschilder en zanger.

## Leven en werk
Emile Majerus was een zoon van wisselwachter Joseph Majerus en Maria Bichel. Hij was een leerling van André Thyes aan de Industrieschool in Luxemburg-Stad. Majerus werkte aanvankelijk als onderwijzer, tot hij in dienst trad bij de Chemins de fer Prince Henri in Pétange. Later werd hij als bureauchef op het directiekantoor in de hoofdstad. In 1952 was hij een van de oprichters van de Fédération Internationale des Sociétés Artistiques et Intellectuelles de Cheminots, een internationale federatie voor spoorwegarbeiders.
Majerus schilderde in olieverf en aquarel landschappen en stadsgezichten en legde daarbij vooral het landschap van de Ösling vast. Als kunstenaar was hij autodidact. Hij was oprichter van de sectie kunst van de Luxemburgse afdeling van de federatie van spoorwegarbeiders en nam deel aan de tentoonstellingen van de federatie in Frankrijk en Luxemburg. Hij was daarnaast lid van de kunstenaarsvereniging Cercle Artistique de Luxembourg, waar hij van 1946 tot 1958 deelnam aan de salons. Naast schilder was Majerus ook zanger en dirigent van de Société chorale Grand-Ducale de Dommeldange.
Emile Majerus overleed op 65-jarige leeftijd, hij werd begraven in Weimerskirch

## Enkele werken
- 1958 ontwerp vaandel voor de Chorale Ste Cécile in Weimerskirch.[5]

- Musée national d'archéologie, d'histoire et d'art: lkl000079